# 丈月城
丈月 城（たけづき じょう）は、日本の小説家である。埼玉県出身。

## 概要
自身のデビュー作『カンピオーネ！』は、電子書籍アワード2013ではライトノベル部門の1位を、BookLive! 電子書籍 年間ランキング2012では書籍ランキングの第1位を獲得している。
また、スーパーダッシュ小説新人賞（第12回から第13回まで）や、それに続く集英社ライトノベル新人賞（第7回から現在）で選考委員も務めている。

## 作品リスト

### カンピオーネ！
イラスト: シコルスキー、スーパーダッシュ文庫・ダッシュエックス文庫〈集英社〉

### 盟約のリヴァイアサン
イラスト: 仁村有志、MF文庫J〈KADOKAWA〉

### クロニクル・レギオン
イラスト: BUNBUN、ダッシュエックス文庫〈集英社〉
- クロニクル・レギオン 軍団襲来（2014年11月 ISBN 978-4-08-631005-5）
- クロニクル・レギオン2 王子と獅子王（2015年3月 ISBN 978-4-08-631032-1）
- クロニクル・レギオン3 皇国の志士たち（2015年7月 ISBN 978-4-08-631057-4）
- クロニクル・レギオン4 英雄集結（2015年12月 ISBN 978-4-08-631083-3）
- クロニクル・レギオン5 騒乱の皇都（2016年4月 ISBN 978-4-08-631110-6）
- クロニクル・レギオン6 覇権のゆくえ（2017年5月 ISBN 978-4-08-631183-0）
- クロニクル・レギオン7 過去と未来と（2017年7月 ISBN 978-4-08-631195-3）

### 神域のカンピオーネス
イラスト: BUNBUN、ダッシュエックス文庫〈集英社〉

### カンピオーネ！ ロード・オブ・レルムズ
イラスト: BUNBUN、ダッシュエックス文庫〈集英社〉

### 異世界、襲来
イラスト: しらび、MF文庫J〈KADOKAWA〉
- 異世界、襲来 01 プロジェクト・リバース（2020年6月 ISBN 978-4-04-064669-5）
- 異世界、襲来 02 王の帰還（2020年7月 ISBN 978-4-04-064729-6）
- 異世界、襲来 03 星を呼ぶもの（2021年6月 ISBN 978-4-04-680442-6）

### 漫画原作
- スローライフ家康（漫画：伊達恒大、『週刊ヤングジャンプ』2024年38号[14] - ）